# Clayton (Alabama)
 For alternative betydninger, se Clayton. (Se også artikler, som begynder med Clayton)
Clayton er en by i den sydøstlige del af staten Alabama i USA. Byen er administrativt centrum for det amerikanske county Barbour County. Den har 2.265 (2020, 2020) indbyggere.